# Phaenicophaeus viridirostris
Phaenicophaeus viridirostris е вид птица от семейство Cuculidae.

## Разпространение
Видът е разпространен в Индия и Шри Ланка.